# Jouanne
Jouanne – rzeka we Francji, przepływająca przez teren departamentu Mayenne, o długości 49 km. Stanowi lewy dopływ rzeki Mayenne.